# Geranium pavonianum

## Đặc điểm
Geranium pavonianum là một loài thực vật có hoa trong họ Mỏ hạc. Loài này được Briq. mô tả khoa học đầu tiên năm 1908.
Loài cây này còn có tên gọi khác là Peacock Crane's-bill, thuộc cây thân thảo có lá xẻ thùy sâu.

## Nơi sống
Geranium pavonianum có nguồn gốc từ Châu Âu và sống nhiều ở khu vực Địa Trung Hải. Những nơi như đồng cỏ, nhiều đá và vùng cây bụi cũng có thể tìm thấy loại cây này.

## Công dụng và lợi ích
Loài cây này thường sử dụng làm cây cảnh trồng trong chậu trang trí hoặc trong vườn. Lá cây có mùi thơm, thường sử dụng như một loại thảo dược trong y học để điều trị các vấn đề về tiêu hóa, vấn đề về da và tâm trạng lo lắng.

## Hoa, hạt giống và cây con
Hoa cây Geranium pavonianum thường có năm cánh, có màu trắng, hồng, hoặc tím. Hạt là hạt nhỏ, tròn, màu đen. Cây con mỏng, giống cỏ.
Có thể nhân giống loài cây này từ hạt hoặc bằng cách chia bụi vào mùa xuân. Nó thích những nơi đủ ánh nắng và đất ẩm, thoát nước tốt và có khả năng chịu hạn cao.